# 阿德尔·苏莱曼
阿德尔·苏莱曼（阿拉伯语：عادل سليمان，1943年—2020年10月9日），埃及军事人物，战略分析家。曾任开罗未来与战略研究国际中心主任。少将军衔。

## 生平
1943年生于索哈傑。毕业于苏哈贾大学，在军队服役。1973年10月第四次中东战争时期担任第12步兵旅旅长。战争结束后被授予西奈之星勋章。他在埃及报纸担任专栏作家和战略分析家。曾任开罗未来与战略研究国际中心主任。2020年10月9日逝世。